# Onthophagus mirabilis
Onthophagus mirabilis là một loài bọ cánh cứng trong họ Bọ hung (Scarabaeidae).